# 蒂氏豹魴鮄
蒂氏豹魴鮄，為輻鰭魚綱鮋形目六線魚亞目六線魚科的其中一種，為深海魚類，分布於西太平洋西澳大利亞及菲律賓海域，棲息深度119-565公尺，體長可達9.4公分，棲息在底層水域，生活習性不明。